# Murray Kidd
Murray Kidd (Te Kūiti, fecha desconocida de 1953) es un bróker, exrugbista y exentrenador neozelandés que se desempeñaba como wing. Fue internacional con los All Blacks de 1978 a 1981 y entrenó al XV del Trébol en los años 1990.

## Biografía
Trabajó como banquero hasta que en 1995 el rugby se hizo profesional y luego de retirarse como entrenador fue propietario de un restaurante. Trabaja como bróker desde 2008.
Está casado con Heather, una periodista y autora de varias biografías relacionadas al rugby.

## Carrera
Adquirió notoriedad durante la gira de los Leones Británico-Irlandeses 1971, cuando en julio fue convocado a los Taranaki Bulls para jugar un partido de entrenamiento contra los Leones Británicos e Irlandeses. Él solo tenía 17 años, aún cursaba la escuela secundaria y marcó bien al wing estrella inglés David Duckham.
En 1973 se cambió a los Manawatu Turbos, donde fue seleccionado a las Universidades de Nueva Zelanda ese año y finalmente en 1974 se unió al King Country Rugby. Jugó el resto de su carrera aquí, enfrentó nuevamente a los Leones en su Gira de 1977 y se retiró en 1984. En total jugó 142 partidos y marcó 58 tries para 232 puntos.
En 1978 Jack Gleeson lo convocó a los All Blacks. Eric Watson lo seleccionó nuevamente en 1979 y por última vez lo hizo Peter Burke en 1981.

## Entrenador
En los años 1990 fue entrenador en Irlanda, dirigiendo al Garryowen Football Club y consiguiendo dos veces el campeonato, y al Sundays Well RFC de la segunda división hasta 2003. A fines de 2001 fue considerado como técnico del Munster Rugby pero no resultó elegido.
Regresó a Nueva Zelanda en 1994 para dirigir a su King Country y el equipo terminó penúltimo, en la segunda división del National Provincial Championship. Se retiró de la actividad en 2003.

### Irlanda
En octubre de 1995 y tras sus logros en el país, la Unión Irlandesa de Rugby lo nombró entrenador de la selección y se convirtió en el primero de la era profesional.
Durante el Torneo de las Cinco Naciones 1996 Irlanda terminó última y evitó la cuchara de madera al conseguir una victoria contra los Dragones rojos.
Renunció antes de iniciar el Torneo de las Cinco Naciones 1997, en enero de 1997 y debido al malestar por los malos resultados. Durante un año dirigió nueve partidos, ganó tres y perdió seis.

## Palmarés
- Campeón de la All-Ireland League de 1991–92 y 1993–94.
- Campeón de la Munster Senior Cup de 1993 y 1995.

| Predecesor: Gerry Murphy | Entrenador de Irlanda 1995 – 1997 | Sucesor: Brian Ashton |